# General Mills
A General Mills amerikai élelmiszer-gyártó vállalat. Leginkább gabonapelyheiről ismert, de jégkrémet (Häagen-Dazs), joghurtot (Yoplait), mexikói ételeket (Old El Paso) és egyéb étel termékeket is gyártanak. Magyarországon nincs jelen a cég, de egyes termékei (pl. a Cheerios a Nestlé forgalmazásában, illetve a Häagen-Dazs jégkrém) hazánkban is elérhetőek. Székhelye a minnesotai Golden Valleyben található.

## Története
A General Mills története 1856-ban kezdődött, ekkor még "Minneapolis Milling Company" néven.  A céget Robert Smith illinoisi képviselő alapította. 1866-ban Cadwallader C. Washburn vette át a vállalat irányítását, és felfogadta testvérét, William D. Washburn-t a cég fejlesztése érdekében. 1877-ben szövetséget kötöttek John Crosby-val, és Washburn-Crosby Company-ra változtatták a nevet. 1928-ban vették fel a General Mills nevet,  amikor James Ford Bell üzletember 28 malmot és a Washburn-Crosby-t egyesítette. A cég televíziós sorozatokat is szponzorál, 1941-től 1961-ig a "The Lone Ranger" sorozatot szponzorálták, 1959 óta a Rocky és Bakacsin kalandjai rajzfilmsorozat szponzorai, illetve a "The Life and Legend of Wyatt Earp" című western sorozatot is szponzorálták. 1965-ben vették meg a Play-Doh-t gyártó "Rainbow Crafts" céget. 1970-ben jelent meg első "Monster" gabonapelyhük, amelyet a mai napig is forgalmaznak Halloween-kor az Egyesült Államokban. 
A General Mills ismertebb márkái: Cheerios, Lucky Charms, Old El Paso, Häagen-Dazs.
A General Mills és a Nike 2018-ban limitált kiadású cipőket jelentetett meg, amely a GM gabonapelyhein alapuló mintával és márkajeleivel (Cinnamon Toast Crunch, Lucky Charms és Kix) jelennek meg. Továbbá a General Mills emblémája is megjelenik a cipőn. Az együttműködés értelmében a GM gabonapelyheinek dobozain pedig megjelent a Nike felirat.